# Associazione Sportiva Casale 1943-1944
Questa voce raccoglie le informazioni riguardanti l'Associazione Sportiva Casale nelle competizioni ufficiali della stagione 1943-1944.

## Rosa
| N. |                   | Ruolo | Calciatore           |
| -- | ----------------- | ----- | -------------------- |
|    | Italia (bandiera) |       | V. Ambrosino         |
|    | Italia (bandiera) | A     | Emilio Barbero       |
|    | Italia (bandiera) | A     | Mario Barera         |
|    | Italia (bandiera) | A     | Riccardo Carapellese |
|    | Italia (bandiera) | C     | Giancarlo Castelli   |
|    | Italia (bandiera) | P     | Filippo Cavalli      |
|    | Italia (bandiera) |       | Giovanni De Giovanni |
|    | Italia (bandiera) | A     | Marcello Gaviglio    |
|    | Italia (bandiera) | C     | Francesco Grosso     |

| N. |                   | Ruolo | Calciatore       |
| -- | ----------------- | ----- | ---------------- |
|    | Italia (bandiera) | A     | Oreste Guaraldo  |
|    | Italia (bandiera) | D     | Giuseppe Macchi  |
|    | Italia (bandiera) | D     | Alberto Mazzucco |
|    | Italia (bandiera) | D     | Augusto Olliaro  |
|    | Italia (bandiera) | C     | Pietro Pastorino |
|    | Italia (bandiera) | C     | Prospero Pavese  |
|    | Italia (bandiera) |       | Battista Pesenti |
|    | Italia (bandiera) | A     | Ercole Rabitti   |
|    | Italia (bandiera) | C     | Giuseppe Vairo   |

## Risultati

### Divisione Nazionale

#### Girone piemontese-ligure

##### Girone di andata
| Genova 3 febbraio 1944 1ª giornata | Genova 1893 | 2 – 0 | Casale |  |

| Casale Monferrato 23 gennaio 1944 2ª giornata | Casale | 2 – 2 | Novara |  |

| Biella 30 gennaio 1944 3ª giornata | Biellese | 4 – 3 | Casale |  |

| Casale Monferrato 6 febbraio 1944 4ª giornata | Casale | 1 – 4 | Torino FIAT |  |

| Genova 13 febbraio 1944 5ª giornata | Liguria | 0 – 0 | Casale |  |

| Casale Monferrato 20 febbraio 1944 6ª giornata | Casale | 2 – 0 A tav. per tesseramenti irregolari (sul campo 1-1) | Cuneo |  |

| Asti 27 febbraio 1944 7ª giornata | Asti | 0 – 1 | Casale |  |

| Torino 5 marzo 1944 8ª giornata | Juventus Cisitalia | 5 – 1 | Casale |  |

| Casale Monferrato 12 marzo 1944 9ª giornata | Casale | 2 – 0 | Alessandria |  |

##### Girone di ritorno
| Casale Monferrato 19 marzo 1944 10ª giornata | Casale | 0 – 2 A tav. per tesseramenti irregolari (sul campo 1-0) | Genova 1893 |  |

| Novara 26 marzo 1944 11ª giornata | Novara | 2 – 0 A tav. per tesseramenti irregolari (sul campo 1-0) | Casale |  |

| Casale Monferrato 2 aprile 1944 12ª giornata | Casale | 0 – 2 A tav. per tesseramenti irregolari (sul campo 4-2) | Biellese |  |

| Torino 9 aprile 1944 13ª giornata | Torino FIAT | 5 – 4 | Casale |  |

| Casale Monferrato 16 aprile 1944 14ª giornata | Casale | 2 – 4 | Liguria |  |

| Cuneo 23 aprile 1944 15ª giornata | Cuneo | 0 – 2 A tav. per tesseramenti irregolari (sul campo 2-1) | Casale |  |

| Casale Monferrato 30 aprile 1944 16ª giornata | Casale | 0 – 2 A tav. per tesseramenti irregolari (sul campo 1-0) | Asti |  |

| Casale Monferrato 7 maggio 1944 17ª giornata | Casale | 0 – 2 A tav. per tesseramenti irregolari (sul campo 1-1) | Juventus Cisitalia |  |

| Alessandria 14 maggio 1944 18ª giornata | Alessandria | 1 – 0 | Casale |  |